# Sant Pelegrí d'Arties
Sant Pelegrí d'Arties és una capella d'Arties al municipi de Naut Aran (Vall d'Aran) inclosa a l'Inventari del Patrimoni Arquitectònic de Catalunya.

## Descripció
Capella d'una sola nau amb absis orientat i de forma el·líptica. Presenta forma d'accés al mur de migdia i es presenta en arc de mig punt amb una pedra ubicada a la clau de volta que indica l'any 1777. Seguint en el mur de migdia, observem tres contraforts i tres finestres. A la cara Nord hi ha afegida una sagristia i també presenta un contrafort. El mur de ponent és coronat per una espadanya i consta de dues finestres.